# Ан Чхольсу
Ан Чхольсу, также в СМИ упоминается как Ан Чхоль Су (кор. 안철수?, 安哲秀?; 26 февраля 1962, Мирян, Кёнсан-Намдо, Республика Корея) — южнокорейский политик, предприниматель, программист, профессор и врач. Первый лидер «Нового политического альянса за демократию» и бывший лидер «Народной партии». Основатель компании «AhnLab», развивал первую антивирусную программу Республики Корея «V3», служил профессором в Сеульском национальном университете, университете Тангук и Корейском ведущем научно-техническом институте. Политикой стал заниматься в 2012 году.

## Биография
- родился в Миряне, вырос в Пусане
- окончил Сеульский национальный университет (специальность — медицина) и Пенсильванский университет (США; специальность — менеджмент)
- служил в ВМС Республики Корея военном врачом
- создал компании «AhnLab» и развивал первую антивирусную программу Республики Корея «V3»
- Член национального консультативного совета по науке и технологиям Республики Корея
- получил Орден за заслуги в промышленном обслуживании Республики Корея
- вице-президент Азиатской организации антивирусной программы
- профессор университета Тангук, Корейского ведущего научно-технического института, Сеульского национального университета

### Президентские выборы 2017 года
Кандидат в президенты от «Нового политического альянса за демократию» Мун Чжэ Ин выдвигал требования «наказать правящую партию Сэнури и передать власть оппозиции». Ан Чхоль Су выступал за «приход к власти молодого и нового поколения», но в итоге снял свою кандидатуру в пользу Муна. Однако в результате недовольства самоуправством Мун Чжэ Ина в качестве партийного лидера 13 декабря 2015 года покинул ряды «Нового политического альянса за демократию», основав партию «Народную партию», от которой и выдвинул свою кандидатуру. В день голосования Ан Чхоль Су получил поддержку 21,41 % проголосовавших, заняв тем самым третье место.

### Президентские выборы 2022 года
Прежде чем объявить о своём выдвижении на пост президента на выборах 2022 года, Ан провел переговоры с лидером ведущей оппозиционной консервативной партии «Сила народа» Ли Джун Соком о возможном слиянии его «Народной партии» и «Силы народа». Эти переговоры закончились безуспешно в августе 2021 года из-за разногласий по вопросам на партийном уровне, таким как смена названия на Народную партию" и метод выбора кандидата на выборы 2022 года.
1 ноября 2021 года Ан Чхоль Су выдвинул свою кандидатуру на президентских выборах 2022 года. Центральная группа по планированию выборов «Народной партии» заявила, что будет принимать заявки от других кандидатов в течение двух дней после объявления Ана, что считалось простой формальностью.
4 ноября Ан был выбран кандидатом в президенты от «Народной партии», получив поддержку 92 % голосов однопартийцев.
3 марта 2022 года, за неделю до дня голосования, Ан снялся с выборов в поддержку кандидата от «Силы народа» Юн Сок Ёля. По результатам выборов победу одержал Юн Сок Ёль, который назначил Ана председателем Переходного комитета по передачи власти. 6 мая комитет прекратил свою работу самораспустившись. Ан Чхоль Су предварительно отказался возглавить правительство или занять какое-либо место в правительстве.

### Довыборы в парламент
8 мая 2022 Ан объявил о планах участвовать в июньских дополнительных парламентских выборах. Он будет баллотироваться на место, представляющее район Бунданг-А в Соннаме. В результате одержал победу на них, набрав 62,5 % голосов.